# Destructoid
Destructoid este un blog de jocuri video independent, câștigător al Premiilor Webby, fondat în martie 2006 de Yanier Gonzalez. Este parte a rețelei ModernMethod. Din 2008 Destructoid organizează activități caritabile.

## Premii
Destructoid a fost nominalizat pentru mai multe premii din domeniul gamingului, cum ar fi Games Media Awards în 2007, categoria „site sau blog necomercial”. Destructoid a primit un Premiu Webby în 2007. În 2009 a fost nominalizat de International Academy of Digital Arts and Sciences la aceeași categorie.

## Legături externe
- Destructoid